# Châteauneuf-de-Vernoux
Châteauneuf-de-Vernoux é uma comuna francesa na região administrativa de Auvérnia-Ródano-Alpes, no departamento de Ardèche. Estende-se por uma área de 6,07 km². Em 2010 a comuna tinha 258 habitantes (densidade: 42,5 hab./km²).